# Heaven Shall Burn
Gli Heaven Shall Burn sono un gruppo musicale tedesco formatosi a Saalfeld nel 1997. I loro testi trattano soprattutto tematiche sociali e anti razziste e anti naziste, oltre che animaliste.

## Storia
Gli Heaven Shall Burn nascono nell'autunno del 1997 e solamente sei mesi dopo pubblicano il loro prima demo. L'anno seguente la formazione registra l'ingresso dei fratelli Bischoff, Eric al basso e Markus nelle vesti di cantante; poco dopo il gruppo pubblica il secondo demo.
Nel 1998 la band pubblica l'EP In Battle... There Is No Law, seguito, l'anno successivo, da uno split-album con i Fall of Serenity. Grazie a queste uscite discografiche la band firma un contratto per la Lifeforce Records e, nel 2000, esce l'album di debutto dal titolo Asunder, a cui segue un altro split, questa volta con i Caliban, loro amici da lunga data, intitolato Caliban vs. Heaven Shall Burn - The Split Program. Nel 2002, In Battle... There Is No Law viene riedito dalla Circulation Records con tracce bonus e live, esce inoltre il secondo album della band chiamato Whatever It May Take.
Nel 2004, la band pubblica Antigone per l'etichetta Century Media Records, presentando un suond più melodico. L'album comprende alcune intro e outro composte e registrate dal compositore islandese Ólafur Arnalds. L'uscita iniziale di Antigone si concretizza in un'edizione limitata in formato speciale (slip-case) e due tracce bonus, le reinterpretazioni di "Dislocation" dei Disembodied e di "Not My God" degli Hate Squad.
Nel dicembre 2005, il chitarrista Patrick Schleitzer lascia la band, pur restando in buoni rapporti con gli altri membri del gruppo e viene rimpiazzato da Alexander Dietz, che aveva già registrato anche alcune parti vocali come ospite in alcuni brani precedenti della band.
Con questa formazione usciranno altri due split album: il primo, intitolato Tsunami Benefit, è stato pubblicato per raccogliere fondi da destinare alle vittime dello tsunami del 26 dicembre 2004 insieme a Napalm Death e The Haunted, il secondo, The Split Program II, è un altro split con i Caliban.
Nel 2006 esce Deaf to Our Prayers ancora per la Century Media Records. Registrato e mixato da Jacob Hansen (Mercenary, Raunchy), l'album è entrato nella classifica ufficiale in Germania al 65º posto e in Grecia al 50°. L'album è stato presentato in Europa dalla band durante l'Hell on Earth Tour, insieme agli As I Lay Dying e gli Evergreen Terrace. Gli Heaven Shall Burn hanno accompagnato i Caliban nel tour di dicembre 2006, ed hanno partecipato al Wacken Open Air Festival del 2007.
Nel maggio 2015 la band diventa sponsor principale della squadra di calcio del FC Carl Zeiss Jena, apponendo il proprio nome sulle maglie del club bianco-giallo-blu

## Nome del gruppo
A riguardo del significato del nome della band, spesso criticato, gli Heaven Shall Burn hanno dichiarato:
"Noi non siamo dei cultori dei Marduk, ci è semplicemente piaciuto il nome. Suona piuttosto provocante, e così la gente ci chiede continuamente quale sia il significato che vi si cela dietro, cosa noi, tramite esso, vogliamo comunicare; è una domanda che ci è stata posta sin da quando siamo venuti alla ribalta. Noi abbiamo usato il termine "heaven" (paradiso) come metafora di una sorta di finto paradiso che la gente crea nella propria mente. Molte persone chiudono i propri occhi e non vedono la realtà che li circonda. Riteniamo così giusto che questo finto paradiso "debba bruciare" (shall burn). Molta gente è portata a pensare che il nome del nostro gruppo sia una presa di posizione contro la Religione, ma non lo è."

## Formazione

### Formazione attuale
- Marcus Bischoff – voce (1998-presente)
- Maik Weichert – chitarra (1995-presente)
- Alexander Dietz – chitarra (2005-presente)
- Eric Bischoff – basso (1998-presente)
- Christian Bass – batteria (2013-presente)

### Ex componenti
- Michael Hartmann – chitarra (1995-1998)
- Patrick Schleitzer – chitarra (1998-2005)
- Matthias Voigt – batteria (1995-2013)

## Discografia

### Album in studio
- 2000 - Asunder
- 2002 - Whatever It May Take
- 2004 - Antigone
- 2006 - Deaf to Our Prayers
- 2008 - Iconoclast (Part 1: The Final Resistance)
- 2010 - Invictus (Iconoclast III)
- 2013 - Veto
- 2016 - Wanderer
- 2020 - Of Truth and Sacrifice

### Raccolte
- 2002 - In Battle...
- 2020 - Maximum Sacrifice

### Split
- 1999 - Heaven Shall Burn/Fall of Serenity (con i Fall of Serenity)
- 2001 - Caliban vs. Heaven Shall Burn - The Split Program (con i Caliban)
- 2005 - Tsunami Benefit (con i Napalm Death e i The Haunted)
- 2005 - The Split Program II (con i Caliban)
- 2022 - European Tour 2023 (con i Trivium)

### EP
- 1998 - In Battle... There Is No Law